# Joseph Minala
Joseph Marie Minala (Yaoundé, 24 agosto 1996) è un calciatore camerunese, centrocampista del Marsaxlokk.

## Carriera

### Club
Dopo aver lasciato il paese nativo, Minala si trasferisce a Roma dove comincia a giocare con la Vigor Perconti, anche grazie al suo mister Matteo De Caro e il suo secondo Claudio Testiccioli, prima di passare alle giovanili della Lazio nell'estate del 2013.
Successivamente ci furono delle polemiche riguardo all'età sospetta del ragazzo, accuse che sia lui che la società biancoceleste rigettarono categoricamente. In seguito la FIGC aprì un'inchiesta appurando che l'età anagrafica del giocatore era quella realmente dichiarata.
Esordisce in Serie A il 6 aprile 2014 sotto la guida di Edy Reja, sostituendo negli ultimi 13 minuti il compagno di reparto Senad Lulić contro la Sampdoria, partita vinta dalle Aquile con il risultato finale di 2-0. Il 25 agosto 2014 viene girato in prestito al Bari in Serie B. Il 13 dicembre segna la prima rete da professionista contro il Cittadella.
Il 6 luglio 2015 passa in prestito al Latina. Il 9 agosto esordisce in Coppa Italia, nella partita persa contro il Pavia.
Il 27 ottobre segna la prima rete con la squadra pontina nel match perso contro la Ternana.
Il 21 gennaio 2017, dopo essere rientrato alla Lazio dal prestito al Bari, passa alla Salernitana con la formula del prestito con opzione per il riscatto in favore della società campana. Il 15 ottobre 2017 segna la rete decisiva al 96º minuto che regala la vittoria nel derby campano contro l'Avellino, completando la rimonta da 2-0 a 2-3.
Tornato alla Lazio, due anni dopo, il 17 gennaio 2019 viene ceduto nuovamente alla Salernitana in prestito.
Tornato dal prestito, il 28 febbraio 2020 passa a titolo temporaneo fino al 31 dicembre 2020 alla squadra cinese del Qingdao Huanghai; mentre il 25 ottobre 2021, dopo essersi svincolato dalla Lazio, viene tesserato dalla Lucchese.
Il 23 agosto 2022 si trasferisce all'Olbia, in Serie C, a titolo gratuito; tuttavia, il 6 gennaio 2023, dopo aver collezionato soltanto dodici presenze in campionato, decide di risolvere il proprio contratto con il club.
Il 3 marzo dello stesso anno, viene tesserato dal Liepāja, nella massima serie lettone.
Il 7 settembre seguente, viene ingaggiato dagli Sliema Wanderers, squadra della massima serie maltese, con cui firma un contratto annuale. Dopo un solo anno e la vittoria nella Coppa di Malta, Minala si accasa allo Gżira Utd. Nell'agosto 2025 si trasferisce, dopo un solo anno, al Marsaxlokk.

### Nazionale
Ha giocato nella nazionale camerunese Under-23.

## Statistiche

### Presenze e reti nei club
Statistiche aggiornate al 22 maggio 2025
| Stagione           | Squadra            | Campionato         | Campionato | Campionato | Coppe nazionali | Coppe nazionali | Coppe nazionali | Coppe continentali | Coppe continentali | Coppe continentali | Altre coppe | Altre coppe | Altre coppe | Totale | Totale |
| Stagione           | Squadra            | Comp               | Pres       | Reti       | Comp            | Pres            | Reti            | Comp               | Pres               | Reti               | Comp        | Pres        | Reti        | Pres   | Reti   |
| ------------------ | ------------------ | ------------------ | ---------- | ---------- | --------------- | --------------- | --------------- | ------------------ | ------------------ | ------------------ | ----------- | ----------- | ----------- | ------ | ------ |
| 2013-2014          | Lazio              | A                  | 3          | 0          | CI              | 0               | 0               | UEL                | 0                  | 0                  | SI          | 0           | 0           | 3      | 0      |
| 2014-2015          | Bari               | B                  | 18         | 3          | CI              | 0               | 0               | -                  | -                  | -                  | -           | -           | -           | 18     | 3      |
| 2015-gen. 2016     | Latina             | B                  | 3          | 1          | CI              | 1               | 0               | -                  | -                  | -                  | -           | -           | -           | 4      | 1      |
| gen.-giu. 2016     | Bari               | B                  | 1          | 0          | CI              | -               | -               | -                  | -                  | -                  | -           | -           | -           | 1      | 0      |
| Totale Bari        | Totale Bari        | Totale Bari        | 19         | 3          |                 | -               | -               |                    | -                  | -                  |             | -           | -           | 19     | 3      |
| 2016-gen. 2017     | Lazio              | A                  | 0          | 0          | CI              | 0               | 0               | -                  | -                  | -                  | -           | -           | -           | 0      | 0      |
| gen.-giu. 2017     | Salernitana        | B                  | 16         | 1          | CI              | -               | -               | -                  | -                  | -                  | -           | -           | -           | 16     | 1      |
| 2017-2018          | Salernitana        | B                  | 36         | 3          | CI              | 1               | 1               | -                  | -                  | -                  | -           | -           | -           | 37     | 4      |
| 2018-gen. 2019     | Lazio              | A                  | 0          | 0          | CI              | 0               | 0               | UEL                | 0                  | 0                  | -           | -           | -           | 0      | 0      |
| gen.-giu. 2019     | Salernitana        | B                  | 12         | 2          | CI              | -               | -               | -                  | -                  | -                  | -           | -           | -           | 12     | 2      |
| Totale Salernitana | Totale Salernitana | Totale Salernitana | 64         | 6          |                 | 1               | 1               |                    | -                  | -                  |             | -           | -           | 65     | 7      |
| 2019-feb. 2020     | Lazio              | A                  | 0          | 0          | CI              | 1               | 0               | UEL                | 0                  | 0                  | SI          | -           | -           | 1      | 0      |
| 2020               | Qingdao Huanghai   | CSL                | 9+6        | 0          | CC              | 1               | 0               | -                  | -                  | -                  | -           | -           | -           | 16     | 0      |
| gen.-giu. 2021     | Lazio              | A                  | 0          | 0          | CI              | 0               | 0               | UCL                | 0                  | 0                  | -           | -           | -           | 0      | 0      |
| Totale Lazio       | Totale Lazio       | Totale Lazio       | 3          | 0          |                 | 1               | 0               |                    | -                  | -                  |             | -           | -           | 4      | 0      |
| 2021-2022          | Lucchese           | C                  | 19+1       | 3          | CI-C            | 0               | 0               | -                  | -                  | -                  | -           | -           | -           | 20     | 3      |
| 2022-gen. 2023     | Olbia              | C                  | 12         | 0          | CI-C            | 1               | 0               | -                  | -                  | -                  | -           | -           | -           | 13     | 0      |
| 2023               | Liepāja            | VL                 | 2          | 0          | CL              | 0               | 0               | -                  | -                  | -                  | -           | -           | -           | 2      | 0      |
| 2023-2024          | Sliema Wanderers   | PL                 | 19         | 1          | CM              | 5               | 3               | -                  | -                  | -                  | -           | -           | -           | 24     | 4      |
| 2024-2025          | Gżira Utd          | PL                 | 18         | 1          | CM              | 1               | 0               | -                  | -                  | -                  | -           | -           | -           | 19     | 1      |
| Totale carriera    | Totale carriera    | Totale carriera    | 177        | 15         |                 | 11              | 4               |                    | -                  | -                  |             | -           | -           | 188    | 19     |

## Palmarès

### Club

#### Competizioni nazionali
- Coppa di Malta: 1

Sliema Wanderers: 2023-2024